# Xya maraisi
Xya maraisi är en insektsart som beskrevs av Günther, K.K. 1998. Xya maraisi ingår i släktet Xya och familjen Tridactylidae. Inga underarter finns listade i Catalogue of Life.